# Złota kolekcja: Żyj szybko, kochaj mocno, umieraj młodo
Złota kolekcja: Żyj szybko, kochaj mocno, umieraj młodo – album kompilacyjny zespołu Róże Europy wydany w 2005 roku. Płyta ukazała się w ramach serii Złota kolekcja wytwórni Pomaton EMI.
Album został zadedykowany pamięci gitarzysty Sławka Wysockiego.

## Lista utworów
Źródło:.
1. „Mamy dla was kamienie” – 3:38
2. „Rock`n`rollowcy” – 3:03
3. „Bananowe drzewa” – 4:24
4. „Jedwab” – 6:06
5. „Radio młodych bandytów” – 4:14
6. „Marihuana” – 4:55
7. „Spódnice i spodnie” – 4:13
8. „Stańcie przed lustrami” – 5:20
9. „Przyjedziesz metrem” – 3:24
10. „List do Gertrudy Burgund” – 5:52
11. „Surfungujące buty” – 3:04
12. „O tobie o mnie” – 3:40
13. „Krew Marilyn Monroe” – 3:31
14. „Wesołych Świąt” – 4:26
15. „Witraże na kolacje i śniadanie” – 4:18
16. „Żyj szybko, kochaj mocno, umieraj młodo” – 4:07
17. „Teraz” – 3:04
18. „Kosmetyki” – 3:09